# Amenemhab
Amenemhab war ein altägyptischer Beamter am Ende der 18. Dynastie. Sein Hauptamt war Bürgermeister von Theben. Daneben war er auch noch Schreiber des Königs, Scheunenvorsteher des Amun und Domänenvorsteher im Tempel des Djeserkare (=Amenophis I.) im Westen von Theben.
Amenemhab ist vor allem von seinem thebanischen Grab TTA8 bekannt. Karl Richard Lepsius beschrieb in der Mitte des 19. Jahrhunderts eine Szene aus dem Grab und kopierte die dazugehörigen Inschriften. Hier wurden auch einige Familienmitglieder genannt. Sein Vater hieß Mahu, seine Mutter Kanuro, seine Gemahlin Taneferet. Seit dieser ersten Auffindung ist das Grab aber verschollen, muss sich aber in Dra Abu el-Naga befunden haben. Amenemhab ist auch von einer Statue, die sich heute in der Eremitage in St. Petersburg befindet (Inventarnummer 740), bekannt.